# Nemo phaeotylos
Nemo phaeotylos är en tvåvingeart som beskrevs av Mcalpine 1983. Nemo phaeotylos ingår i släktet Nemo och familjen Neminidae. Inga underarter finns listade i Catalogue of Life.